# Stadio Nereo Rocco
Lo stadio comunale Nereo Rocco è il principale impianto calcistico della città di Trieste e primo per capienza del Friuli-Venezia Giulia; è dedicato all'omonimo calciatore e allenatore giuliano.
Vi si svolgono gli incontri interni della Triestina; ospita inoltre la sede della stessa società nonché degli uffici provinciali del CONI e il dipartimento di medicina sportiva; in talune occasioni è stato teatro di importanti concerti musicali, tra cui quelli di Vasco Rossi, Zucchero Fornaciari, Luciano Ligabue, Maneskin e Max Pezzali. Lo stadio sorge nel quartiere di Valmaura, alla periferia sud della città, tra la ex strada statale 15 e la strada statale 202, vicino al vecchio stadio Giuseppe Grezar.

## La genesi dell'impianto

### La proposta dello stadio nuovo

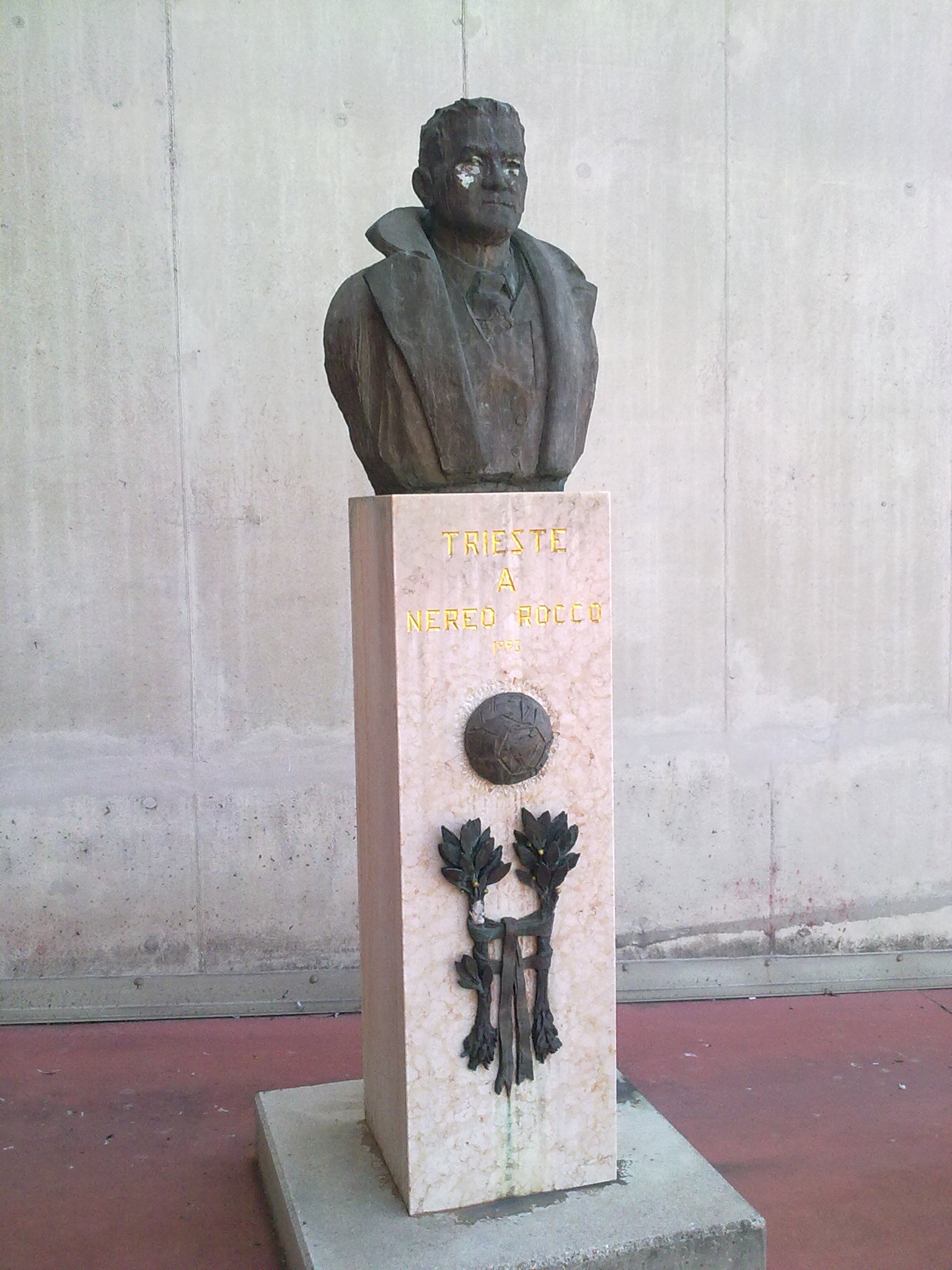
Mezzobusto di Nereo Rocco presso l'ingresso della tribuna Pasinati

Nel 1979 la Triestina affidò, a uno studio tecnico di Monfalcone, l'incarico di studiare le opportunità di ammodernamento dello Stadio Giuseppe Grezar, inaugurato nel 1932. Già all'epoca, però, l'idea della ristrutturazione sembrava poco percorribile, soprattutto per la necessità di adeguare l'impianto al solo utilizzo calcistico.
L'idea di uno stadio nuovo, che potesse sostituire il vecchio Stadio Giuseppe Grezar, venne lanciata, nel 1980, dal giornalista triestino Dante di Ragogna, supportato dalla consulenza dell'ing. Mario Zarattini. Si ipotizzò che lo stadio nuovo potesse ospitare alcune gare del mondiale di calcio del 1990, verso il quale l'Italia aveva espresso la propria candidatura. Venne coinvolto, nel giugno 1981, anche l'allora tecnico della Triestina, Ottavio Bianchi. L'idea trovò presto un certo riscontro, sia presso le autorità politiche, locali e regionali, sia presso quelle sportive. Accanto alla costruzione di un nuovo impianto, dedicato solo al calcio, venne ipotizzata la ristrutturazione dello Stadio Giuseppe Grezar, al fine di dedicarlo principalmente all'atletica leggera. L'area che venne individuata era proprio della adiacente al vecchio impianto, occupata dal macello comunale, che andava spostato in zona industriale. Tale area venne pensata come cittadella dello sport, ove potesse trovare posto anche una piscina.
Il 9 febbraio 1982 un primo progetto venne presentato presso il Panathlon club. Poco dopo l'idea trovò il forte appoggio di Emilio Felluga, presidente provinciale del CONI. In questa fase nacque l'idea di creare una struttura che potesse accogliere le sedi per le federazioni sportive provinciali, nonché per lo stesso CONI, oltre che un centro di medicina sportiva.
Inizialmente l'idea era quella di separare la struttura dedicata al calcio da quella dedicata ai servizi accessori ma, in seguito, venne modificato il progetto iniziale, ideando una struttura che potesse contenere al suo interno tutti gli spazi necessari per coprire le altre esigenze. Il 6 aprile 1982 il progetto venne sottoposto all'attenzione del commissario prefettizio al comune di Trieste, Siclari.
Il 29 aprile l'assessore regionale allo sport, Adriano Bomben, a seguito di un sopralluogo presso il Grezar, espresse il suo parere sulla antieconomicità della ristrutturazione del vecchio impianto, e sulla possibilità che le autorità regionali potessero stanziare dei fondi per la costruzione di un nuovo impianto. Nell'ottobre dello stesso anno venne presentata una nuova versione del progetto.
Il 17 marzo 1983 il Comune di Trieste organizzò una tavola rotonda sul tema, dalla quale emerse, nuovamente, la quasi totalità di pareri favorevoli alla costruzione di uno stadio nuovo, rispetto all'ipotesi della ristrutturazione del Grezar. Dopo questo incontro la questione venne abbandonata, per riprendere a essere discussa solo nell'estate del 1984. A luglio di quell'anno espressero interesse partiti e associazioni ambientaliste, mentre vennero anche sviluppate proposte alternative. L'architetto Bartoli propose di individuare un'area sul Carso per la costruzione dell'impianto nuovo, da oltre 40 000 posti, mentre l'ingegnere Cervesi rilanciò l'idea della ristrutturazione del Grezar. Il 17 settembre, nel corso di un'apposita riunione indetta da giornalisti sportivi locali, presso la sede dell'ACI di Trieste, le tre proposte vennero confrontate e dibattute. Alla riunione presenziò l'assessore allo sport del Comune di Trieste, il presidente della Triestina De Riù, nonché esponenti del mondo dell'atletica leggera, che chiesero che le due discipline potessero trovare ciascuna un impianto proprio, dove svolgere l'attività. Le preferenze dei presenti si indirizzarono verso la soluzione fuori città. De Riù ricordò la promessa del presidente della Regione Friuli-Venezia Giulia, Antonio Comelli, in merito alla disponibilità dell'ente a finanziare in parte l'opera, così come venne ipotizzato l'utilizzo del Fondo Trieste.
Il centro di coordinamento dei Triestina Club lanciò anche un referendum tra gli appassionati, il 17 marzo 1985, in occasione della partita di Serie B Triestina-Bologna. Il quesito chiedeva ai tifosi quale delle tre ipotesi sopraesposte fosse ritenuta migliore. Sulla scheda non si faceva menzione di una quarta ipotesi, che era stata proposta pochi giorni prima dal sindaco di Muggia, centro in provincia di Trieste, che offriva la zona delle Noghere per la realizzazione del nuovo impianto. Venne sfruttato il referendum proprio per illustrare maggiormente l'idea. Il referendum, a cui parteciparono oltre 10 000 tifosi, vide prevalere, con oltre il 69% dei voti, l'ipotesi di stadio nuovo nell'area del macello. Questa opzione era considerata anche la migliore per quanto riguardava la presenza di sufficienti parcheggi.

### Progettazione a approvazione del progetto
Il 5 agosto 1985 il Comune di Trieste, con una delibera del consiglio comunale, affidò all'Italposte, società del gruppo IRI-Italstat, la concessione per la realizzazione di un nuovo stadio, da 30 000 posti, preferendo tale procedura amministrativa a quella dell'appalto. La previsione di spesa si aggirava sui 20 miliardi di lire, metà finanziati dalla Regione Friuli-Venezia Giulia. L'Italposte si incaricò di realizzare l'opera con l'apporto di un consorzio di ditte locali, e la consulenza della Triestina.
Il progetto generale del nuovo stadio venne affidato all'ing. Mario Zarattini, con la collaborazione dello studio architetti Celli Tognon e dell'ing. Bruto Gelletti. Il nuovo stadio, originariamente progettato per contenere circa 40 000 spettatori, doveva svolgere in senso lato le funzioni di una cittadella dello sport, completa di palestre, pista coperta per l'atletica, un centro per la medicina dello sport, gli uffici del CONI e una foresteria per la Triestina. Si decise di intitolare l'impianto, con consenso unanime, al più grande esponente triestino del mondo del calcio, Nereo Rocco.
Il 6 novembre dello stesso anno l'Italposte presentò al comune il progetto di fattibilità per uno stadio da 36 000 posti, da realizzare nell'area del vecchio macello. La pianta prevista era circolare, sia per garantire una migliore visibilità agli spettatori, sia per riuscire a creare la struttura nell'area prevista, senza intaccare il Grezar, il campo sportivo di via Flavia e il deposito dell'azienda dei trasporti. Lo stadio non era dotato di pista di atletica. Lo studio individuava le linee tecnico-costruttive, le aree di parcheggio, e anche le possibilità di ampliamento. Il 29 novembre il progetto di fattibilità venne approvato dal consiglio comunale, anche se nei giorni precedenti il progetto era stato criticato da Raffaele de Riù, presidente della Triestina, tanto che l'approvazione, da parte della maggioranza, non era data per scontata. Venne confermata l'esistenza di un finanziamento di 20 miliardi, per il primo lotto, che comprendeva campo di gioco, gradinate e servizi.
Nel marzo del 1986 l'Italposte incontrò ancora il comune per la presentazione dei primi elaborati tecnici. Nel mese successivo l'azienda completò anche l'elaborazione di allegati tecnici, sulla base delle osservazioni scaturite nell'incontro di marzo. Il 28 aprile la giunta comunale approvò la delibera per il progetto generale, e il giorno seguente l'Italposte presentò il modellino dell'impianto. Il costo del primo lotto, intanto, lievitò a 25 miliardi. La capienza era stimata in 30 000 posti, anche se in presenza di una deroga ministeriale poteva essere alzata a 36 000, raggiungendo i 40 000, in caso di diverso posizionamento dei seggiolini. La realizzazione dell'opera era stimata in 400 giorni. Era previsto anche un rivestimento, in fibra di carbonato, già utilizzato dallo Stadio Olimpico di Monaco. Dopo un lungo dibattimento in consiglio comunale, nella notte fra il 12 e 13 maggio 1986, l'aula dette il via libera alla delibera che delegava alla giunta il compito di approvare il progetto esecutivo dello stadio. L'iter era stato rallentato da alcune problematiche burocratiche, relative allo spostamento del macello.
Il 14 marzo 1987 il consiglio comunale approvò una delibera che avallava il progetto generale dello stadio nuovo, adeguato alle nuove norme di sicurezza, introdotte dal governo nell'ottobre del 1986 con decreto ministeriale. Veniva confermato che il costo del primo lotto era di 25 miliardi (per la costruzione dell'impianto fino a 25 700 posti), mentre per il completamento del secondo lotto (ampliamento a 36 500) la spesa stimata era di 54 miliardi. L'Italposte aveva sessanta giorni di tempo, dall'avvenuta comunicazione dell'accettazione del progetto generale, per presentare il progetto esecutivo del primo lotto. Quattro mesi dopo la commissione edilizia del comune diede il via libera ai lavori del primo lotto, dopo che a giugno la Regione aveva dato il nullaosta alla variante del piano regolatore comunale.
Il 23 ottobre il Comune approvò il progetto esecutivo. Il 16 novembre sempre il Comune, dopo che il 9 il comitato provinciale di controllo aveva dato il via libera alla delibera della giunta sul progetto, comunicò l'esito a Italposte. Da tale data scattarono i 60 giorni entro i quali la ditta avrebbe dovuto indicare le aziende coinvolte nella costruzione del primo lotto. In base alla convezione tra le parti l'opera avrebbe dovuto essere conclusa in 400 giorni, ovvero entro il 12 gennaio 1989.

### Costruzione
L'area del cantiere venne consegnata il 4 dicembre 1987. I lavori iniziarono il 9 dicembre, con l'abbattimento del macello comunale. In realtà questi si fermarono quasi subito, per la protesta degli abbattitori e commercianti di bestiame, che imputarono ritardi all'amministrazione comunale nell'individuazione di una soluzione alternativa per la macellazione, non essendo ancora pronto il macello provvisorio di Prosecco. Un accordo tra le parti venne raggiunto solo nel gennaio del 1988. Ciò consentì la ripresa dei lavori, anche se nelle settimane intercorse era stato comunque organizzato il cantiere. Il 19 febbraio ricominciò l'opera di demolizione del macello. Nell'ottobre del 1988 venne approvata dalla commissione di vigilanza una nuova variante di adeguamento.
I lavori procedettero alacremente, fino al febbraio del 1989. Il Governo, infatti, con la finanziaria e il decreto-legge n. 2/1987, convertito con modificazioni dalla legge n. 65/1987 sugli stadi per il mondiale di Italia '90, decise di tagliare i finanziamenti per la costruzione di impianti sportivi. Ciò metteva a rischio 13 miliardi e mezzo, costringendo il Comune a cercare i fondi presso la Regione e Italposte a chiedere un mutuo alla Cassa Depositi e Prestiti. Ad aprile la Cassa concesse i prestiti necessari per coprire i 13,5 miliardi necessari per completare il primo lotto. Successivamente la Regione promise un ulteriore intervento. A luglio dello stesso anno la Cassa concesse un mutuo per i 29 miliardi necessari per il secondo lotto. Il mutuo venne assunto dal Comune, con relativa delibera. Nel frattempo la Regione concesse un ulteriore finanziamento di 5 miliardi. In seguito a questi sviluppi venne ipotizzato che l'impianto potesse ospitare le partite della Triestina dalla stagione 1990-91.
In agosto venne approvata una variante al primo lotto, per motivi di sicurezza, che aumentò la spesa totale di 5 miliardi. Venne anche deciso di abbandonare l'idea realizzare la copertura in materiale tensioattivo. Il risparmio di spesa previsto sarebbe stato indirizzato per creare un sistema di riprese televisive in alta definizione. Nel corso di una visita del Presidente della Regione Adriano Biasutti, il 12 dicembre 1989, venne ribadito l'impegno a far iniziare l'attività agonistica nello stadio nuovo con la stagione sportiva successiva.
A seguito di ritardi nella concessione dei finanziamenti l'opera slittò. Solo l'8 giugno 1990 la Cassa Depositi e Prestiti concesse il mutuo di quasi 28 miliardi, necessario per il completamento dell'opera. Visto l'impegno di Italposte ad anticipare i fondi, la nuova data ipotizzata per l'apertura dell'impianto era settembre 1991.
Appena nell'agosto del 1991 venne postata la prima trave di sostegno di copertura delle tribune. Pesante oltre 160 tonnellate, lunga 86 metri, venne realizzata dalla ditta Cimolai. In quella occasione venne annunciato che il campo da gioco era quasi pronto, nonostante le difficoltà meteorologiche, con la pioggia di inizio anno, che avevano posto un freno all'avanzamento della sistemazione. L'assessore comunale competente stimò che lo stadio potesse venire inaugurato già entro dicembre, anche se i lavori del terzo lotto (che riguardava opere accessorie e il completamento della copertura delle tribune) venivano rinviati all'anno seguente.

La copertura delle tribune dello stadio venne montata nell'agosto del 1991.

Le difficoltà nella effettuazione dei lavori fecero slittare per l'apertura di almeno un anno.
A fine giugno 1992 venne assicurato che lo stadio sarebbe stato pronto per la fine di agosto, in attesa che il manto erboso si fosse bene stabilizzato. La difficoltà a trovare un'intesa tra il Comune e la Triestina, in merito alla gestione, mise in dubbio che la squadra potesse affrontare, già dalla prima giornata del campionato 1992-1993, le avversarie allo stadio nuovo. Il 10 luglio il Comune rese noto alla società che era stata iniziata la procedura per l'affidamento della gestione dell'impianto. La Triestina si lamentò delle condizioni poste dall'amministrazione, tanto che annullò, per protesta, la presentazione della squadre e congelò la campagna abbonamenti. Il 10 agosto la Triestina aprì, ufficialmente, la campagna abbonamenti, già pensata per l'utilizzo del nuovo stadio; la dirigenza alabardata indicò la fine del mese come la data entro la quale la ditta costruttrice avrebbe consegnato l'impianto all'amministrazione comunale, stimando che l'impianto avrebbe potuto essere utilizzato dal 27 settembre.
Il 28 agosto 1992 la commissione di vigilanza effettuò un sopralluogo allo stadio, al fine di valutare l'agibilità della struttura. A seguito del responso favorevole s'ipotizzò che la struttura potesse ospitare il primo incontro entro la fine del mese successivo. Il cantiere, però, non era ancora concluso, mancando la realizzazione del quarto lotto. Il 12 settembre anche i delegati della Lega di Serie C dettero il loro benestare all'utilizzo dell'impianto. Il 22 settembre vi fu un ulteriore soprallugo della commissione di vigilanza. Italposte non aveva però ancora consegnato ufficialmente lo stadio al Comune, per cui venne escluso che Triestina-Sambenedettese del 27 settembre vi si potesse svolgere.
L'8 ottobre venne effettuata la prima prova dell'impianto di illuminazione. Il giorno successivo venne approvata la delibera comunale che concedeva l'agibilità all'impianto. Il Comune deliberò inoltre un'ulteriore spesa di 10 miliardi e mezzo per lo stralcio del terzo lotto, necessario per il completamento dell'opera. Il 16 ottobre il Comune divenne ufficialmente proprietario dello stadio.

### Inaugurazione
L'impianto ospitò il primo evento sportivo il 18 ottobre 1992 con la partita Triestina-Vis Pesaro (0-1), valida per il campionato di Serie C1. La prima rete dello stadio nuovo venne siglata da Maurizio Pellegrino, su punizione, al quattordicesimo del primo tempo.

Lo stadio nel giorno della sua prima partita ufficiale, il 18 ottobre 1992

Per l'occasione la Triestina concesse l'entrata gratuita ai tifosi. Al fine di sostenere il forte afflusso previsto, e in assenza di adeguati parcheggi, l'allora ACT istituì, per l'occasione, una linea speciale di autobus, la 19// in partenza da piazza Oberdan. All'incontro assistettero quasi 30 000 persone. Prima dell'inizio dell'incontro vennero premiati, dal sindaco di Trieste Giulio Staffieri, una quindicina di ex calciatori, rappresentativi della storia della Triestina, tra cui Piero Pasinati, Guglielmo Trevisan e Ivano Blason. Una targa venne consegnata anche a Bruno e Tito, figli di Nereo Rocco.
Le Poste emisero anche un annullo speciale, che raffigurava Nereo Rocco, per festeggiare l'avvenimento. Lo stadio fu abilitato, il giorno dell'incontro, tra le 13 e le 18, quale ufficio postale distaccato. La Triestina accompagnò l'iniziativa stampando anche 5 000 cartoline speciali.

Roberto Baggio impegnato nel match Italia-Estonia (2-0), valido per le qualificazioni al Campionato mondiale di calcio 1994. Baggio fu il primo marcatore azzurro.

L'inaugurazione ufficiale e l'intitolazione avvenne il 14 aprile 1993. Al mattino vi fu la cerimonia inaugurale, col taglio del nastro da parte di Maria, vedova di Nereo Rocco, accompagnata dal sindaco Staffieri, e dalla benedizione impartita dal vescovo di Trieste Lorenzo Bellomi. Alla cerimonia partecipò anche Antonio Matarrese, presidente della Federazione Italiana Gioco Calcio. Nella stessa occasione venne intitolato il piazzale davanti allo stadio agli Atleti Azzurri d'Italia, venne inaugurata una mostra fotografica, allestita all'interno della struttura, dedicata ai giuliani e dalmati convocato nelle nazionali italiani di tutti gli sport, e venne scoperta una statua, presso piazzale Valmaura, concepita da Paolo Borghi, raffigurante Nike, dea della Vittoria.
Alla sera l'impianto fu sede dell'incontro Italia-Estonia (2-0), valido per le qualificazioni al Campionato mondiale di calcio 1994. Le reti vennero marcate da Roberto Baggio e Giuseppe Signori. Fu la prima presenza per la nazionale azzurra in città. All'incontro presenziarono oltre 25 000 spettatori.
Anche in questa occasione le Poste emisero un annullo speciale, che raffigurava lo stadio, che poteva essere ottenuto presso un ufficio postale temporaneo, allestito presso la sala stampa installata in piazza Unità. L'annullo poteva venir stampato su delle cartoline celebrative, stampate dal Comune di Trieste.

## Sviluppi successivi

### Intitolazioni
Il 1º novembre 1994, il giorno precedente l'incontro tra il Milan e l'AEK Atene, gara valida per la Champions League, la sala stampa dello stadio venne intitolata a Marco Luchetta, Alessandro Ota e Dario D'Angelo, periti pochi mesi prima a Mostar, nel corso della preparazione di un servizio giornalistico per la RAI. Alla cerimonia presenziò una delegazione del Milan, tra cui l'allenatore Fabio Capello.
Il 24 marzo 2001, prima della partita Triestina-Mestre, gara di Serie C2, la tribuna d'onore venne dedicata a Pietro Pasinati (scomparso nel novembre 2000), mentre la tribuna sul lato del Grezar a Gino Colaussi, entrambi calciatori della Triestina e campioni del mondo con l'Italia nel 1938.
Il 17 aprile 2004 la curva Nord venne intitolata al calciatore triestino Guglielmo Trevisan, deceduto nel dicembre del 2003. La cerimonia di intitolazione si tenne prima dell'incontro Triestina-Genoa, valido per il campionato di Serie B. Trevisan aveva vestito, per alcune stagioni, la maglia dei rossoblù.
Il 16 dicembre 2014 il Comune decise l'intitolazione del piazzale prospiciente i varchi di Via dei Macelli, nell'area retrostante alla Curva Trevisan, ad Amilcare Berti, presidente della Triestina tra il 2000 e il 2005.

### Ammodernamento
Un primo progetto per l'ammodernamento della struttura fu presentato il 19 ottobre 2005, dall'allora presidente della Triestina Flaviano Tonellotto. Il progetto prevedeva la costruzione di quattro torri panoramiche. Era prevista la predisposizione di spazi per alberghi, ristoranti, centri benessere, negozi e biblioteche. Un progetto più dettagliato per l'opera venne reso noto il 20 dicembre 2005. L'investimento richiesto si aggirava sui 25-30 milioni di euro, e un tempo di realizzazione stimato in 7-8 anni di lavori. Oltre alle torri, il progetto prevedeva anche la costruzione di due nuovi parcheggi. Il progetto, col termine della presidenza Tonellotto non ebbe seguito.
Un secondo progetto venne prospettato nel 2006, dalla nuova proprietà della Triestina, quella di Stefano Fantinel. Venne ipotizzata la creazione di palchi nella tribuna d'onore e la creazione di un luogo di ristoro tra la curva Trevisan e la tribuna Colaussi.
A seguito della selezione dell'impianto quale una delle sedi del Campionato europeo di calcio Under-21 2019, tra il 2018 e il 2019 lo stadio è stato sottoposto a lavori di riqualificazione, con numerosi interventi tra i quali la ristrutturazione degli spogliatoi e della sala stampa, il rifacimento del campo, la completa sostituzione dei seggiolini, lo spostamento delle panchine nelle prime file della tribuna, l'eliminazione delle reti tra spalti e campo e l'abbattimento delle barriere, per una nuova capienza stabilita in circa 26 000 posti.

## Caratteristiche tecniche

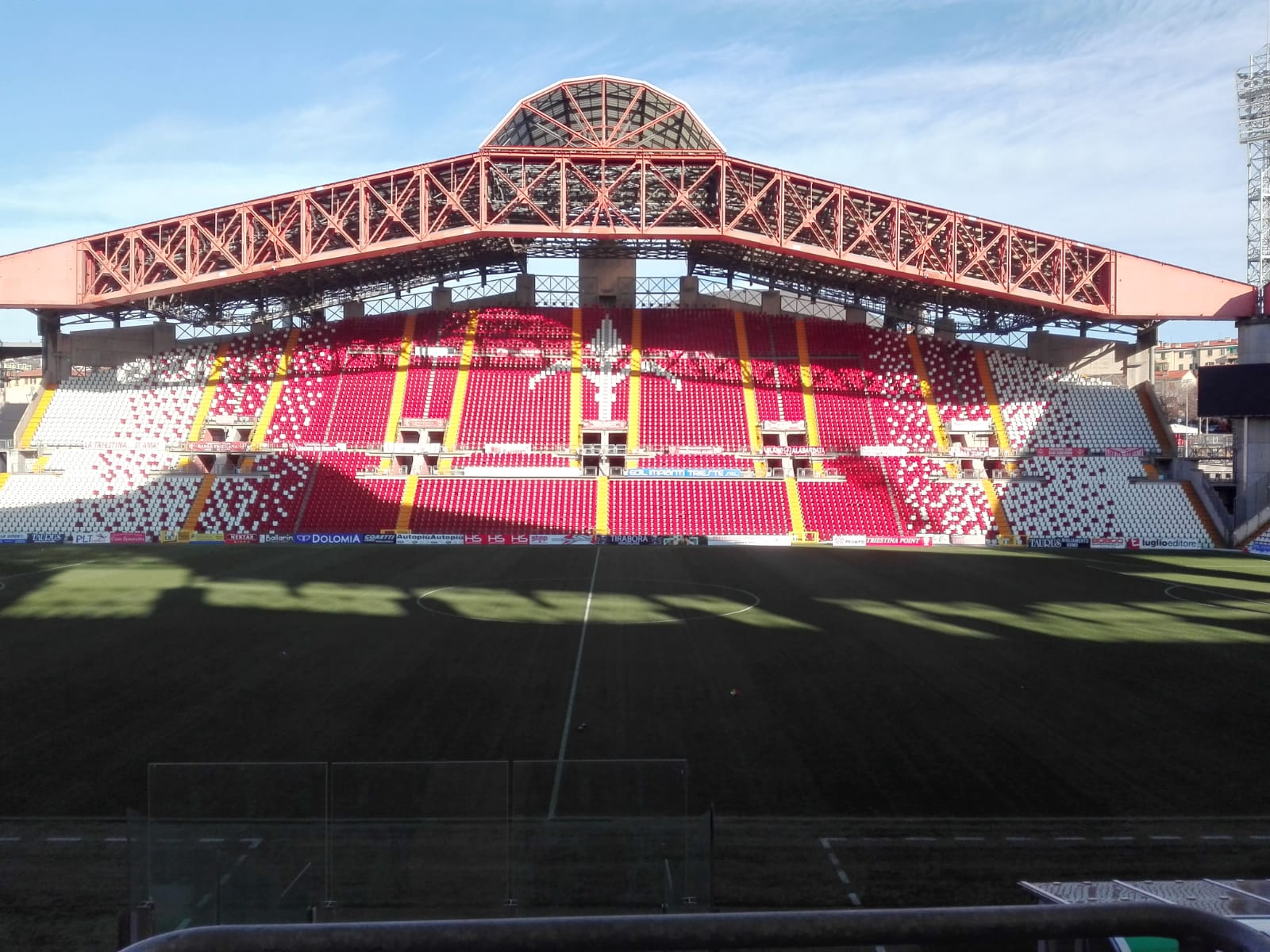
Panoramica della tribuna Colaussi dopo la ristrutturazione del 2018

L'impianto disponeva inizialmente di 32 304 posti, per il 90% coperti. A seguito delle normative introdotte dal Decreto Pisanu del 2005 la capienza dello stadio fu ridotta a 28 565 posti, per poi attestarsi alla capienza attuale a seguito dei lavori eseguiti tra il 2018 e il 2019.
L'architettura dello stadio intende riproporre i canoni estetici propri degli anfiteatri romani, con l'aggiunta di reinvenzioni di gusto neoclassico. Riallacciandosi alla tradizione, l'ingresso principale viene concepito e realizzato con le stesse accurate rifiniture del prospetto di un palazzo; le facciate sono scandite da elementi emergenti quali i volumi delle scale, delle rampe, dei foyer per gli spettatori. La forma dello stadio, anziché ellittica, è circolare, una soluzione che garantisce in ogni punto del complesso l'equidistanza degli spettatori dal campo da gioco. Elementi caratterizzanti dell'interno sono le grandi travi metalliche che richiamano le eclatanti coperture dell'ingegneria ottocentesca.
La copertura è stata realizzata in acciaio ed è costituita da quattro travi portanti poggianti su quattro torri disposte agli angoli del terreno di gioco aventi lunghezza di 87 metri; il completamento della stessa doveva inizialmente avvenire con un sistema di tensostrutture, sostituite poi da policarbonato; tutti questi accorgimenti servono per proteggere il campo da gioco dai refoli della bora. All'interno delle tribune sono state ricavati, oltre a spazi per ufficio, anche una palestra per il riscaldamento pregara nonché una pista coperta per l'atletica leggera lunga 100 m.
I quattro settori in cui è diviso lo stadio sono i seguenti:
- Curva Guglielmo Trevisan (Nord)
- Curva Stefano Furlan (Sud)
- Tribuna Gino Colaussi (Est-lato Stadio Grezar)
- Tribuna Piero Pasinati (Ovest-Tribuna d'onore)

## Trasporti
Nelle zone dello stadio sono stati costruiti in concomitanza più aree di parcheggi:
- piazzale Umberto Cagni
- piazzale Atleti Azzurri d'Italia
- piazzale Sergio De Simone

L'impianto è anche facilmente raggiungibile con gli autobus della Trieste Trasporti:
- 8 piazzale Valmaura → Roiano
- 10 piazzale Valmaura ↔︎ piazza Tommaseo
- 19 stazione ferroviaria ↔︎ via Puccini
- 20 Barcola ↔︎ Muggia
- 21 Stazione ferroviaria ↔︎ Borgo San Sergio
- 23 Stazione ferroviaria ↔︎ Wartsila
- 37 largo Barriera ↔︎ ospedale di Cattinara
- 40 Stazione ferroviaria ↔︎ San Dorligo della Valle
- 41 Stazione ferroviaria ↔︎ Bagnoli
- 48 largo Barriera ↔︎ ospedale di Cattinara
- C Barcola ↔︎ piazza Goldoni ↔︎ piazzale Valmaura

Fu presente fino agli anni 90 la linea 19// dedicata allo stadio.

## Eventi sportivi

### Calcio

#### Triestina
Dalla partita di inaugurazione la Triestina ha sempre utilizzato l'impianto quale sede per le sue gare casalinghe. Una sola partita ufficiale della Triestina, il 1º novembre 1994, Triestina-Sevegliano (1-0), gara valevole per il campionato nazionale dilettanti, venne disputata nel vecchio Stadio Giuseppe Grezar.
Il 14 settembre 2002, in occasione del match Triestina-Venezia, valido per la 3ª giornata del campionato di Serie B 2002-2003, fece il suo esordio in una partita della Lega Naz. Professionisti una guardalinee donna, Cristina Cini.
Durante la prima giornata del campionato di Serie C 2023-2024 contro il Trento (0-1) il terreno di gioco si deteriorò notevolmente rendendo il campo inagibile per le successive gare interne della Triestina. La squadra giuliana fu quindi costretta a disputare i tre successivi incontri casalinghi nello stadio Omero Tognon di Fontanafredda (PN), più precisamente il 16 settembre contro la Pro Vercelli (2-0) ed 29 settembre contro il Mantova (4-1) e contro il Lumezzane (2-1).
Finali di competizioni
Il 28 aprile 1994 l'impianto ospitò la finale di andata della Coppa Italia di Serie C.
| Arbitro: | Gronda (Genova) |

|           |           |                 |
| Conca 26’ | Marcatori | 83’ Cornacchini |

Il 9 giugno 2019 ospitò la finale dei playoff di Serie C.
| Arbitro: | Sozza (Seregno) |

|                    |           |                                     |
| Granoche 58’ (Rig) | Marcatori | 27’ Masucci 92’ Marconi 116’ Gucher |

#### Altre squadre ospitate
Tornei nazionali

Una fase di Brescia-Lazio (2-0), valida per la 32ª giornata del campionato di Serie A 1992-1993. Il Brescia fu costretto a giocare l'incontro in campo neutro.

Il 23 maggio 1993, a seguito della squalifica dello Stadio Mario Rigamonti di Brescia, venne disputata la partita Brescia-Lazio (2-0), valida per la 32ª giornata del campionato di Serie A 1992-1993.
Nel 1999 venne prospettata l'ipotesi che la Juventus potesse scegliere lo stadio Rocco quale sede per le sue gare di Coppa Italia, viste le problematiche sorte in merito alla costruzione del nuovo stadio per la società torinese.
Nel 2011 lo stadio ospitò una partita del Campionato di Serie D, tra il Kras, squadra di Monrupino, e il Venezia, a causa della insufficiente capienza dell'impianto della squadra carsolina.
Nella stagione 2011-2012, a causa dell'inagibilità dello Stadio Sant'Elia, il Cagliari disputò a Trieste le ultime quattro gare casalinghe del campionato, dove affrontò, rispettivamente, il 7 aprile l'Inter (2-2), il 22 aprile il Catania (3-0), il 28 aprile il Chievo (0-0) e il 6 maggio 2012 la Juventus (0-2), nella partita che ha consegnato lo scudetto alla Vecchia Signora.
Nella stagione 2012-2013, a causa delle vicende giudiziarie che coinvolgono il Cagliari e il Comune di Quartu Sant'Elena (CA) sulle modalità di costruzione dello Stadio Is Arenas di Quartu Sant'Elena da parte del Cagliari, la società sarda, come l'anno precedente, ha deciso di disputare le ultime quattro gare casalinghe del campionato a Trieste, rispettivamente il 14 aprile l'Inter (2-0), il 27 aprile l'Udinese (0-1), l'8 maggio il Parma (0-1) e il 19 maggio 2013 la Lazio (1-0). Nella stessa stagione, la squadra sarda aveva già utilizzato l'impianto giuliano in occasione della prima partita stagionale, il 18 agosto 2012 contro lo Spezia (2-1), nella partita valida per il 3º turno di Coppa Italia, dopo il rifiuto dello Spezia di giocare la partita allo Stadio Bruno Nespoli di Olbia.
Nella stessa stagione il Rocco ospitò un'altra squadra di Trieste, il San Luigi, che vi disputò, quale squadra ospitante, il derby contro la Triestina, il 15 settembre 2012, in una gara valida per il campionato di Eccellenza.
Anche per le prime tre partite della stagione 2013-2014 (il 25 agosto con l'Atalanta (2-1), il 22 settembre con la Sampdoria (2-2) e il 29 settembre 2013 con l'Inter (1-1)), il Cagliari fu costretto a giocare nell'impianto giuliano, prima del ritorno al Sant'Elia una volta ultimati i lavori di adeguamento. In realtà, il Cagliari aveva già inaugurato l'annata al Rocco con la sconfitta per 2-1 rimediata il 17 agosto 2013 dal Frosinone al 3º turno di Coppa Italia.
Nel 2019-2020, il Pordenone, non potendo più usufruire dello Stadio Friuli, dopo la ripresa del campionato, interrotto per la pandemia di COVID-19, termina la sua prima stagione di Serie B al Rocco.
Il 12 gennaio 2020 l'impianto è stato scelto per una gara della Serie A di calcio femminile, tra il Tavagnacco a la Juventus.
Lo stadio ha ospitato anche tre edizioni del Trofeo TIM, triangolare con gare da 45', organizzato in estate, a cui parteciparono Juventus, Milan e Inter (2001, 2002 e 2005).
Competizioni UEFA
A seguito della squalifica dello Stadio Giuseppe Meazza, il Milan vi disputò due gare della Champions League 1994-1995 (il 2 novembre 1994 Milan-AEK Atene 2-1 e il 23 novembre 1994 Milan-Ajax 0-2). In occasione della gara contro l'AEK le Poste emisero un annullo speciale.
Dopo gli incidenti in Inter-Deportivo Alavés del 22 febbraio 2001, valevole per il ritorno degli ottavi di finale di Coppa UEFA 2000-2001, anche l'altra squadra milanese vide squalificato il proprio impianto casalingo; i nerazzurri disputarono perciò due incontri della Coppa UEFA 2001-2002 a Trieste (il 20 settembre 2001 Inter-Brașov 3-0 e il 18 ottobre 2001 Inter-Wisła Cracovia 2-0).
Nella gara contro il Brasov Ronaldo ritornò a giocare una partita ufficiale, dopo oltre un anno di stop, dovuto a infortunio. Entrò al 62' al posto di Adriano.
A seguito dei lavori di ristrutturazione dello Stadio Friuli, l'Udinese sceglie lo stadio di Trieste quale impianto casalingo per la disputa dei preliminari di Europa League 2013-2014.

#### Coppa Pelè 1993
Dal 2 all'11 luglio 1993 ospitò un girone di qualificazione della quinta edizione del Campionato mondiale di calcio over 35; fu anche teatro della finale vinta dall'Italia sull'Austria per 2-0.

#### Campionato Europeo U.212019
Nel 2017 il Nereo Rocco è stato prescelto tra le sedi del Campionato europeo di calcio Under-21 2019.  Lo stadio ha ospitato tre incontri della prima fase, quelli relativi al girone B, che comprendeva Germania, Danimarca, Austria e Serbia. Le altre gare del girone furono disputate allo Stadio Friuli di Udine.
| Arbitro: | Andreas Ekberg |

|  |           |                      |
|  | Marcatori | 37’ Wolf 78’ Horvath |

| Arbitro: | István Kovács |

|                                                              |           |                     |
| Richter 16’ Waldschmidt 30’, 37’, 80’ Dahoud 69’ Maier 90+2’ | Marcatori | 85’ (rig.) Živković |

| Arbitro: | Aljaksej Kul'bakoŭ |

|                          |           |  |
| Larsen 21’ Rasmussen 51’ | Marcatori |  |

#### Candidature
Lo stadio venne proposto come una delle possibili sedi del Campionato europeo di calcio 2016 qualora l'organizzazione fosse stata affidata all'Italia, ma non fu poi inserito nel dossier della candidatura.
L'impiego dello stadio venne ipotizzato anche qualora fosse stata realizzata la candidatura di Venezia, quale sede per le Olimpiadi del 2020.

#### Incontri della nazionale italiana
Lo stadio Nereo Rocco è stato sede di quattro incontri della nazionale di calcio dell'Italia. Tre gare sono state di qualificazione al campionato del mondo di calcio: il 14 aprile 1993 contro l'Estonia e terminata con il punteggio di 2-0 in favore degli Azzurri, per il mondiale di Stati Uniti 1994; il 29 marzo 1997 contro la Moldavia e terminata con il punteggio di 3-0 in favore dei padroni di casa, per il mondiale di Francia 1998; il 28 marzo 2001 contro la Lituania e terminata con il punteggio di 4-0 in favore dell'Italia, per il mondiale di Corea del Sud-Giappone 2002. Il quarto e ultimo incontro è stata l'amichevole del 21 agosto 2002 contro la Slovenia, vinta dagli ospiti per 1-0.
Nel corso della gara contro la Moldavia, Christian Vieri firmò il 1000º gol della storia della Nazionale. Invece nella partita amichevole con la Slovenia si giocò in un clima reso torrido da motivazioni extra-calcistiche e dalle continue intemperanze dei numerosi tifosi ospiti. L'arbitro Brugger fu costretto più volte a fermare il gioco e diversi furono gli scontri tra le tifoserie prima e dopo l'incontro.

#### Incontri della Nazionale Under 21
La Nazionale Under-21 ha giocato tre volte nell'impianto triestino:
| Arbitro: | Weiner |

|                 |           |               |
| Acquafresca 27’ | Marcatori | 64’ Wernbloom |

| 21 marzo 2019, ore 18:15 CET Amichevole | Italia  | 0 – 0 | Austria | (3.500 spett.)\| Arbitro: \| Brisard \| |
| Arbitro:                                | Brisard |       |         |                                         |

| Arbitro: | Laforge |

|             |           |  |
| Rovella 14’ | Marcatori |  |

#### Incontri delle Rappresentative di Lega
| Arbitro: | Hechtl |

|                                 |           |            |
| Giglio 48’ Riboni 51’ Ricci 73’ | Marcatori | 67’ Pokorn |

| Arbitro: | Zebec |

|                                     |           |          |
| Vita 23’, 82’ Montini 44’ (r.), 48’ | Marcatori | 25’ Plos |

#### Incontri della Nazionale femminile
La Nazionale femminile ha giocato una volta nell'impianto triestino:
| Arbitro: | Lorraine Watson |

|                                      |           |  |
| Girelli 16’, 28’ (rig.) Giacinti 35’ | Marcatori |  |

## Concerti
Nel periodo estivo lo stadio è stato talvolta utilizzato anche come sede di concerti fra i quali si ricordano:
- 5 luglio 1997: Zucchero Fornaciari
- 10 luglio 1999: Vasco Rossi
- 14 luglio 2000: Luciano Ligabue
- 11 settembre 2004: Vasco Rossi
- 11 giugno 2012: Bruce Springsteen & The E Street Band
- 22 giugno 2014: Pearl Jam
- 6 settembre 2014: Luciano Ligabue
- 16 luglio 2023: Måneskin
- 2 giugno 2024: Ultimo
- 9 giugno 2024: Max Pezzali
- 17 luglio 2025: Robbie Williams